# Sridnjak (Rab)
Sridnjak je nenaseljeni otočić u hrvatskom dijelu Jadranskog mora.
Njegova površina iznosi 0,012 km². Dužina obalne crte iznosi 0,48 km.

## Vanjske poveznice
|  | Zajednički poslužitelj ima još gradiva o temi Sridnjak (Rab) |